# Ejerpantebrev
Et ejerpantebrev oprettes når ejeren af en bolig eller andet formuegode ønsker at stille sikkerhed for et lån, f.eks. en kassekredit, i et pengeinstitut.
Ejerpantebrevet tinglyses i Tinglysningsretten med ejeren som både debitor og kreditor, mens den der modtager sikkerheden tinglyses som underpanthaver.

## Alle ændringer til ejerpantebreve skal nu tinglyses
Tidligere kunne man med en håndpantsætningserklæring overdrage et papirejerpantebrev til en ny ejer af ejendommen. Med indførelsen af digital tinglysning d. 8. sep. 2009 så skal alle ændringer tinglyses. De hidtidige papirejerpantebreve er dog fortsat gyldige, men utinglyste ændringer bortfalder d. 14. sep. 2014, med mindre man konverterer papirejerpantebrevet til et digitalt ejerpantebrev.

## Ejerpantebreve som sikkerhed for ejerforeninger
De fleste ejerforeninger har hidtil anvendt ejerpantebreve som sikkerhed for betaling af fællesudgifter. Det er nu mere almindeligt, at man i stedet tinglyser vedtægterne pantstiftende i de enkelte ejerlejligheder. 
Herved undgår man at skulle tinglyse ændringer på ejerpantebrevene ved hvert ejerskifte.

## Tinglysningafgift
Der betales en fast tinglysningsafgift på 1640 kr. samt 1,45 % af hovedstolen, som er det beløb, der stilles som sikkerhed. Når lånet er tilbagebetalt og der ikke længere er brug for ejerpantebrevet som sikkerhed, så udleverer pengeinstituttet ejerpantebrevet. Det kan så genbruges som sikkerhed, hvis man senere får behov for et nyt lån. Hvis man senere får behov for at optage et realkreditlån eller et SDO-lån, så kan ejerpantebrevets tinglysningsafgift modregnes i afgiften på det nye lån. 